# 渡辺亜里
渡辺 亜里（わたなべ あさと）は、日本のフリーアナウンサー。

## 来歴
宮城県仙台市出身。成城大学文芸学部卒業。大学在学時にはテレビ朝日アスクに通っていた。
2005年4月にエフエム岩手に入社し、同局のアナウンサーになる。エフエム岩手在籍時には自社製作ワイド番組のパーソナリティを務めていたほか、コスモ石油と日本各地のJFN加盟局による共同エコキャンペーン「コスモ アースコンシャス アクト」のリポーターも務めていた。
2007年3月までエフエム岩手に在籍した後、同年4月に石川テレビ放送へ移籍した。石川テレビ在籍時には、系列局アナウンサーの三都井美衣（当時富山テレビアナウンサー）、圓山詩織（当時福井テレビアナウンサー）とともに、映画『茶々 天涯の貴妃』に豊臣秀吉の側室役で出演した。また2009年には、シルク・ドゥ・ソレイユのツアーショー『ダイハツ コルテオ』名古屋公演での中部ブロック応援アナウンサーを務めた。
2010年3月まで石川テレビに在籍した後、2011年にシー・フォルダ所属のフリーアナウンサーになる。なお、渡辺はシー・フォルダへの所属前に一時仙台へ帰郷しており、その際に起きた東北地方太平洋沖地震（東日本大震災）により故郷が被災するが、本人と家族は無事であった。

## 担当番組

### ラジオ番組
- 朝のペパーミントタイム（エフエム岩手） - 火曜・水曜担当[4] → 水曜・木曜・金曜担当[1]
- GOTTA FRIDAY（エフエム岩手）

### テレビ番組
- めざましテレビ（フジテレビ） - 石川テレビ中継担当（6代目）
- 石川テレビスーパーニュース（石川テレビ）[Blog 2]
- 千客万来!ほのぼのサンデー（石川テレビ）[Blog 2]
- 金沢三文豪の世界（石川テレビ）[Blog 6]
- あの日からの贈り物 〜小学校歌を訪ねて（石川テレビ、2009年4月[Blog 7] - ）
- SHOPてチョーダイ!（石川テレビ）
- ウィークリーいしかわ（石川テレビ）

### ブログ出典
1. 1 2  高橋ちえ（『朝のペパーミントタイム』前任者のフリーアナウンサー） (2007年5月7日). “北陸紀行”. ♪日々、コレ、ちえぞう♪. 2025年6月24日閲覧。
2. 1 2 3  渡辺亜里 (2007年9月21日). “「夏休みin仙台」”. アナウンサーカフェ.   石川テレビ. 2007年10月11日時点のオリジナルよりアーカイブ。2019年8月14日閲覧。
3. ↑  渡辺亜里 (2006年7月25日). “『エコタウン釜石』”.   コスモ アースコンシャス アクト. 2019年8月14日閲覧。
4. ↑  渡辺亜里 (2010年3月24日). “旅立ちのご挨拶”. アナウンサーカフェ.   石川テレビ. 2016年3月5日時点のオリジナルよりアーカイブ。2025年6月24日閲覧。
5. ↑  安田真理 (2011年3月15日). “祈ります!!”. こぢんまり日記.   石川テレビ. 2011年4月24日時点のオリジナルよりアーカイブ。2019年8月14日閲覧。
6. ↑  渡辺亜里 (2008年6月17日). “平成20年岩手・宮城内陸地震”. アナウンサーカフェ.   石川テレビ. 2008年7月5日時点のオリジナルよりアーカイブ。2019年8月14日閲覧。
7. ↑  渡辺亜里 (2009年6月24日). “「たくさんの贈り物」”. アナウンサーカフェ.   石川テレビ. 2009年8月13日時点のオリジナルよりアーカイブ。2025年6月24日閲覧。

### 上記以外の出典
1. 1 2  “朝のペパーミントタイム”.   エフエム岩手. 2007年2月7日時点のオリジナルよりアーカイブ。2019年8月14日閲覧。
2. 1 2  “インフォメーション”.   シー・フォルダ. 2011年5月15日時点のオリジナルよりアーカイブ。2025年6月24日閲覧。
3. ↑  “合格実績”.   テレビ朝日アスク. 2025年6月24日閲覧。「2005年度実績 総数（20）」の「もっと見る」をクリック/タップした先に記載。
4. 1 2  “朝のペパーミントタイム > personality”.   エフエム岩手. 2005年11月22日時点のオリジナルよりアーカイブ。2025年6月24日閲覧。
5. ↑  “中部ブロック「コルテオ」応援アナウンサー｜シルク・ドゥ・ソレイユ 『ダイハツ コルテオ』名古屋公演”.  東海テレビ. 2013年10月6日時点のオリジナルよりアーカイブ。2019年8月14日閲覧。